# Jim Ellis
James Tice Ellis (6 de maio de 1956 – 28 de junho de 2001) foi um profissional em ciência da computação norte-americano mais conhecido como co-criador do Usenet, juntamente com Tom Truscott. 
Nascido em Nashville, Tennessee, Ellis cresceu em Orlando, Florida. Antes de desenvolver o Usenet, Ellis estudou na Universidade de Duke. Mais tarde, trabalhou como consultor de segurança da Internet na Sun Microsystems. Também foi Gerente de Desenvolvimento Técnico no CERT. Estava casado e tinha dois filhos quando morreu de linfoma em 2001 em Harmony (Pensilvânia). Teve a ideia da palavra Usenet.
Ellis e Truscott receberam em 1995 o prêmio Usenix Life Time Achievement Award.